# Voriconazole
Voriconazole, được bán dưới tên thương hiệu Vfend cùng với một số những tên khác, là một loại thuốc kháng nấm được sử dụng để điều trị một số bệnh do nấm gây ra. Một số các bệnh này có thể kể đến như nhiễm nấm Aspergillus, nhiễm nấm Candida, coccidioidomycosis, histoplasmosis, penicilliosis, và nhiễm nấm do Scedosporium hoặc Fusarium. Thuốc có thể được đưa vào cơ thể qua đường uống hoặc được sử dụng bằng cách tiêm vào tĩnh mạch.
Các tác dụng phụ thường gặp bao gồm các vấn đề về thị lực, buồn nôn, đau bụng, phát ban, đau đầu và có thể nhìn hoặc nghe những thứ không tồn tại. Sử dụng thuốc trong khi mang thai có thể gây hại cho em bé. Đây là một thuốc thuộc họ triazole. Voriconazole có hoạt lực bằng cách tác động đến màng tế bào hoặc ảnh hưởng đến quá trình trao đổi chất của nấm.
Voriconazole đã được chấp thuận cho sử dụng y tế tại Hoa Kỳ vào năm 2002. Nó nằm trong danh sách các thuốc thiết yếu của Tổ chức Y tế Thế giới, tức là nhóm các loại thuốc an toàn nhất và hiệu quả nhất cần thiết trong một hệ thống y tế. Phiên bản thuốc gốc cũng đã được phê duyệt. Chi phí bán buôn tại Hoa Kỳ, tính đến năm 2017, là khoảng 14,86 USD mỗi ngày.

## Dược động lực học
Voriconazole được hấp thụ tốt qua đường uống với sinh khả dụng 96%, cho phép bệnh nhân có thể chuyển đổi giữa hình thức tiêm tĩnh mạch và uống.